# 三滩镇 (靖远县)
三滩镇，是中华人民共和国甘肃省白银市靖远县下辖的一个乡镇级行政单位。
2016年6月8日，甘肃省民政厅批复同意撤销三滩乡，设立三滩镇。

## 行政区划
三滩镇下辖以下地区：
圈湾村、中一村、中二村、联合村、新田村、朝阳村和吴湾村。